# Ștefan Voicu
Ștefan Voicu (născut Aurel Rotenberg, 9 ianuarie 1906, București – d. 1992, București) a fost un activist comunist român de origine evreiască.

## Biografie

### În România interbelică
În anul 1932 a devenit membru al PCR.
Pentru activitate comunistă, în iunie 1940 a fost internat în lagărul de la Târgu Jiu. La 8 septembrie 1942 a fost deportat în Transnistria, în lagărul de la Vapniarka, districtul Jugastru. A fost eliberat pe data de 23 august 1944.

### După cel de-al doilea război mondial
În 1948 a fost numit redactor-șef adjunct al ziarului Scînteia, devenind de la 1 iunie 1948 și președintele sindicatului ziariștilor profesioniști.
În perioada 28 decembrie 1955 - 25 iunie 1960 a fost membru supleant al CC al PMR, iar între 25 iunie 1960 și 23 noiembrie 1984 a fost membru al CC al PCR.
În perioada 5 martie 1961-17 martie 1985 a fost deputat în Marea Adunare Națională.
În perioada 1962 - 1974, Ștefan Voicu a fost redactor-șef al publicației CC al PCR denumită la început "Lupta de clasă" și în continuare „Era Socialistă”..
A fost printre cei admiși să prezinte teza de doctorat fără să îndeplinească cerințele.

## Distincții
- Medalia „A cincea aniversare a Republicii Populare Române” (24 decembrie 1952) „pentru lupta și munca duse în vederea făuririi, consolidării și prosperării Republicii Populare Române”[7]
- Ordinul „Steaua Republicii Populare Române” clasa a II-a (24 decembrie 1952) „pentru merite deosebite în lupta dusă pentru câștigarea libertăților democratice și la realizarea Republicii Populare Române”[8]
- Ordinul „23 August” clasa a II-a (12 august 1959) „pentru îndelungată activitate în mișcarea muncitorească, pentru contribuția activă la răsturnarea dictaturii militaro-fasciste și instaurarea regimului democrat-popular, pentru merite deosebite în opera de construire a socialismului”[9]
- Medalia „40 de ani de la înființarea Partidului Comunist din Romînia” (6 mai 1961) „pentru activitate îndelungată în mișcarea muncitorească și merite în opera de construire a socialismului”[10]
- Ordinul „Steaua Republicii Populare Romîne” clasa I (18 august 1964) „pentru merite deosebite în opera de construire a socialismului, cu prilejul celei de a XX-a aniversări a eliberării patriei”[11]
- Ordinul „Tudor Vladimirescu” clasa a II-a (30 aprilie 1966) „cu prilejul celei de-a 45-a aniversări de la înființarea Partidului Comunist din România, pentru îndelungată activitate în mișcarea muncitorească și merite deosebite în opera de construire a socialismului”[12]
- titlul de Erou al Muncii Socialiste (1970)[13]
- Ordinul „Tudor Vladimirescu” clasa I (7 mai 1981) „pentru rezultatele obținute în îndeplinirea cincinalului 1976–1980, pentru contribuția deosebită adusă la înfăptuirea politicii Partidului Comunist Român de făurire a societății socialiste multilateral dezvoltate în patria noastră, cu prilejul aniversării a 60 de ani de la făurirea Partidului Comunist Român”[14]